# Бакштовский сельсовет (Щучинский район)
Бакштовский сельсовет — упразднённая административная единица на территории Щучинского района Гродненской области Белоруссии. Административный центр — агрогородок Бакшты.

## История
В 2002 году населённые пункты Битевцы, Большая Невиша, Догели, Долиняны, Дробуши, Ескевичи, Зброжки, Козулишки, Коревичи, Кроньки, Лычковцы, Малая Невиша, Малые Козлы, Примаки, Псярцы, Рогелевцы, Стодоляны, Трайги, Трудовая, Ходели, Шейбаки, Шермичи включены в состав Василишковского сельсовета.
13 сентября 2013 года Бакштовский сельсовет упразднён. Населённые пункты включены в состав Василишковского сельсовета.

## Состав
На момент упразднения Бакштовский сельсовет включал 20 населённых пунктов:
- Бакшты — агрогородок.
- Биговщина — хутор.
- Большие Пугачи — деревня.
- Борейшишки — хутор.
- Гуменники — деревня.
- Забродье — хутор.
- Заневиша — хутор.
- Заречье — хутор.
- Клешняки — деревня.
- Малые Пугачи — деревня.
- Малятычи — деревня.
- Матюки — деревня.
- Минютевка — деревня.
- Мякиши — деревня.
- Песчина — хутор.
- Плётки — деревня.
- Рачковщина — хутор.
- Савичи — деревня.
- Скелдычи — деревня.
- Углы — хутор.